# In Khalil
In Khalil ou El Khalil est une localité du Mali, située dans la commune rurale de Tessalit, dans le cercle de Tessalit, et dans la région de Kidal, la localité est limitrophe de la frontière algérienne.
Créé au début des années 2000, ce village était surtout une halte de contrebandiers compte tenu de sa position sur la frontière avec l'Algérie, juste au sud de Bordj Badji Mokhtar. L'essor des trafics divers, comme celui des cigarettes, du carburant, des armes, et enfin du cannabis ont permis son développement. Ce poste d'échange, de transbordement et de services est ainsi devenu au fil du temps un centre commercial incontournable dans la région.

## Histoire
Au printemps 2008, In Khalil a été déchiré par un conflit entre Arabes et Touaregs à la suite d'une rixe entre un Arabe bérabich et un Touareg Ifoghas qu'une médiation tribale parvint à apaiser. À Gao, les Arabes du Tilemsi sont pour la plupart regroupés dans le quatrième quartier, de construction relativement récente.. 
Début juin 2012, selon l'agence Toumapress, des femmes manifestent contre « les obscurantistes d'Ansar Dine ».
Le 29 janvier 2013, le Mouvement national de libération de l'Azawad (MNLA) annonce que la ville d'In Khalil est sous son contrôle.
Le 3 février 2013, le numéro 3 d'Ansar Dine, Mohamed Moussa Ag Mouhamed, responsable de l'application de la charia à Tombouctou, y est arrêté.
En décembre 2015, plusieurs centaines de réfugiés syriens sont signalés à In Khalil,,,.